# Сознающий ум
«Сознающий ум. В поисках фундаментальной теории» (англ. The Conscious Mind: In Search of a Fundamental Theory) — книга философа австралийского происхождения Дэвида Чалмерса, посвящённая исследованию проблемы сознания, написанная в 1996 году.
Первоначально была написана в качестве докторской диссертации в Индианском университете (1993). В ней Чалмерс ставит вопрос о том, что такое сознание, и отрицает возможность его редуктивного объяснения. Он утверждает, что нужно выйти за рамки строгой материалистической системы и развивает теорию сознания, основанную на дуализме свойств, согласно которому сознание не может быть выведено из физической основы, но порождается ею.
Целью книги является создание теории сознания, которая бы указывала условия, при которых физические процессы порождают сознание и по отношению к этим процессам специфицировала, какой именно тип опыта оказывается связан с ними, а также понятно объясняла, как порождается сознание, чтобы его возникновение не казалось сверхъестественным. Таким образом, главный вопрос — почему все, что чувствует человек, он чувствует именно так, а не иначе.

## Две проблемы соотношения ментального и телесного
Начиная своё рассуждение с определения того, что есть сознательный опыт, Чалмерс говорит: «Сознательный опыт есть часть природного мира, и, подобно другим естественным феноменам, он требует объяснения».
К разновидностям сознательного опыта Дэвид Чалмерс причисляет:
1. Визуальный опыт
2. Слуховой опыт
3. Тактильный опыт
4. Обонятельный опыт
5. Вкусовой опыт
6. Опыт тёплого и холодного
7. Опыт боли
8. Опыт других телесных ощущений
9. Ментальные образы
10. Осознаное мышление
11. Эмоции
12. Чувство «Я»

И ключевым для философа вопросом является вопрос: «Почему все это должно чувствоваться именно так?».
По мнению Чалмерса, ментальное не сводится к сознательному опыту, но может быть разделено на феноменальное и психологическое. Феноменальное понятие ментального представляет его как сознательный опыт, осознанно переживаемое ментальное состояние, отвечающее на вопрос: «Как ментальное чувствуется?». Этот опыт связан с убеждениями. Психологическое рассматривает ментальное как каузальную, объяснительную основу поведения человека. К разновидностям психологического сознания Чалмерс причисляет: бодрствование, интроспекцию (доступ к своим ментальным состояниям), способность давать отчёт (о содержании своих ментальных состояний), самосознание (способность мыслить о себе и о собственном существовании в качестве индивида), внимание (концентрация когнитивных ресурсов на обработке определённой информации), произвольный контроль (сознательность поведенческого акта), знание. Каждый из данных аспектов является функционально объясним. При этом, некоторые из них (интроспекция, самосознание, внимание, произвольный контроль) сопряжены также и с феноменальными состояниями, однако Чалмерс подчёркивает, что феноменальные и психологические свойства, связанные с этими понятиями, следует различать.
Следствием такого разделения являются две проблемы соотношения ментального и телесного: «лёгкая» и «трудная». К «лёгким» проблемам Чалмерс относит те, которые сводятся к вопросам об организации физических систем и, следовательно, являются потенциально решаемыми с помощью методов, используемых в нейробиологии и когнитивной науке. Сложности в решении этих проблем, таким образом, являются техническими. Эту часть проблемы соотношения ментального и телесного Чалмерс относит к психологическим аспектам ментального. Феноменальные же представляют собой «трудную» проблему, которая является тайной для науки. Она заключается в следующих вопросах: каково это — быть когнитивным агентом; почему когнитивные функциональные проблемы сопровождаются сознательным опытом; каким образом физическая система могла бы порождать опыт?

## Супервентность
Очень важным понятием для автора, возникающим в течение разговора, является супервентность. Этим словом Дэвид Чалмерс объясняет особый вид зависимости, когда одно множество фактов полностью определяет другое множество фактов. Супервентность может существовать на двух уровнях и быть локальной или глобальной. Более того, существует логическая и естественная супервентность. К первой относится так называемая концептуальная супервентность: один факт влечёт за собой другой факт, то есть логически невозможно наличие одного факта без другого. К естественной супервентности относится эмпирическая: закономерная корреляция — одни свойства всегда порождают другие. Логическая супервентность влечёт за собой естественную, но не наоборот.
Примеры логической и естественной супервентности:
1. Б свойства логически супервентны на А свойствах, если не существует двух логически возможных ситуаций, тождественных относительно А свойств, но различных относительно их Б свойств.
2. Б свойства естественно супервентны на А свойствах, если в любых естественно возможных ситуациях при одинаковых А свойствах имеются одинаковые Б свойства.

Следующим важным понятием для философа является редуктивное объяснение, то есть объяснение естественного феномена в терминах более простых сущностей (при условии, что он логически супервентен). Сознание — субъективный опыт. Сознание, говорит Дэвид Чалмерс, не является логически и естественно супервентным на физическом. Это значит, что отсутствует априорная выводимость феноменальных фактов из физического. Это и является основным тезисом труда Чалмерса, который он доказывает с помощью серии аргументов.
- Аргумент 1: логическая возможность зомби. Аргумент заключается в том, что несмотря на то, что зомби физически соответствуют нам, у них отсутствует то, что мы называем сознанием. Но логическая возможность их существования есть. Соответственно, сознание не супервентно на физическом, ведь если бы это было не так, зомби бы обладали как таковым сознанием, в той мере, что им обладаем мы.
- Аргумент 2: Инвертированный спектр.
- Аргумент 3: От эпистемической асимметрии.
- Аргумент 4: Аргумент знания.
- Аргумент 5: От отсутствия анализа.

Все эти аргументы приводят философа к доказательству того, что сознание не супервентно.

## Ответ на «трудную» проблему сознания
Тот ответ, который предлагает философ на «трудную» проблему сознания, звучит так: «Физическое не может функционировать без сознания, то есть „мозгу“ нужно сознание». И философ доказывает это так:
1. Картина физического мира состоит из каузальных связей. Это значит, что всё со всем соотносится, всегда ведёт к чему-то другому.
2. В основе каузальных связей лежат внутренние свойства, находящиеся «по ту сторону» этих каузальных связей.
3. И это значит, что в основе физических свойств должны быть нефизические, то есть феноменальные свойства. В основе физических свойств и лежит эта феноменальность.

Именно этот вывод вызвал большой отклик в умах философов, находя либо полное согласие, либо тотальное непринятие. Этот вывод ведёт к деформации понимания нами сознания и окружающего мира, к его полному изменению. Тем не менее, мы не можем умалять заслугу философа, который начал так называемый «психический поворот» в философии.